# Axeman of New Orleans
The Axeman of New Orleans is de bijnaam van een seriemoordenaar die actief was in de Amerikaanse regio New Orleans, Louisiana tussen mei 1918 en oktober 1919. Zijn ware identiteit raakte nooit bekend.
Zoals de benaming van de moordenaar doet vermoeden, werden de slachtoffers aangevallen met een bijl, meestal nadat de dader eerst via de achterdeur het huis was binnengedrongen. De meeste slachtoffers waren Amerikanen van Italiaanse afkomst, wat de publieke opinie toentertijd in een racistisch motief deed geloven. Doordat de meeste slachtoffers vrouwen waren, wordt ook de piste van seksgerelateerd sadisme niet uitgesloten.
Een hypothese die werd gelanceerd door misdaadauteur Colin Wilson is dat er enkel mannelijke slachtoffers vielen, wanneer deze de dader hinderden in het vermoorden van een vrouw. Dat zou verklaren waarom in sommige huishoudens de aanwezige man onaangeroerd bleef. Een andere theorie, maar minder aannemelijk, is dat de dader de moorden pleegde om jazzmuziek te promoten. De man jutte de omgeving immers op door een brief te verspreiden, waarin hij liet weten het leven te zullen sparen van hen die thuis jazz draaiden. 
Tot op de dag van vandaag blijft de identiteit van "The Axeman" onbekend, al is er wel al ruimschoots over gespeculeerd. Zo benoemde misdaadauteur Colin Wilson een zekere Joseph Momfre als meest aannemelijke verdachte. Momfre zou een man zijn die in december 1920 werd vermoord door de weduwe van Mike Pepitone, het laatste gekende slachtoffer. Deze theorie werd later tegengesproken door Wilsons collega Michael Newton. Newton verrichtte uitgebreid onderzoek in de regio rond New Orleans en vond daarbij helemaal geen informatie over een vermoorde Joseph Momfre of over de arrestatie of veroordeling van de weduwe van Pepitone.  
Doorheen de jaren zijn verscheidene literaire werken verschenen omtrent deze figuur, zowel in het fictie als non-fictie genre. In 2013 kwam het verhaal van "The Axeman" weer ruimschoots onder de aandacht, doordat hij wordt gebruikt als personage in de Amerikaanse horrortelevisieserie American Horror Story. Het is acteur Danny Huston die deze rol voor zijn rekening neemt. Deze gefictionaliseerde versie van "The Axeman" is wat betreft motief vooral op de jazz-piste gebaseerd.